# Pattanóbogár-szerűek
A pattanóbogár-szerűek (Elateroidea) a rovarok (Insecta) osztályába, ezen belül a bogarak (Coleoptera) rendjébe és a mindenevő bogarak (Polyphaga) alrendjébe tartozó öregcsalád. A korábbi rendszertanok (amit a Magyarország Állatvilága sorozat is követett) a fent említett családok egy részét a Sternoxia ("Hegyesmellűek") és Malacodermata ("Lágytestű bogarak") családsorozatok részeként kezelte. Később a Sternoxia csoportról leválasztották a Buprestoidea családsorozatot, a maradékot pedig Elateroidea (sensu stricto) néven foglalták össze. A Malacodermata csoport pedig - más családokkal együtt - a Cantharoidea családsorozatot alkotta (Crowson, 1972). Ezt a családsorozatot helyezte el Crowson 1981-ben az Elateriformia alrendágba, majd Lawrence és Newton egyesítette az Elateroidea családsorozatba, változatlan néven. Így jött létre a most tárgyalt, sensu lato értelmezett Elateroidea.

## Rendszerezés
Az öregcsaládba tartozó családok:
- Artematopodidae (Lacordaire, 1857)
- Brachypsectridae (LeConte et Horn, 1883)
- Lágybogárfélék (Cantharidae) (Imhoff, 1856)
- Álpattanóbogár-félék (Cerophytidae) (Latreille, 1834)
- Csigabogárfélék (Drilidae) (Blanchard, 1845)
- Pattanóbogár-félék (Elateridae) (Leach, 1815)
- Tövisnyakúbogár-félék (Eucnemidae) (Eschscholtz, 1829)
- Szentjánosbogár-félék (Lampyridae) (Latreille, 1817)
- Hajnalbogárfélék (Lycidae) (Laporte, 1836)
- Álhajnalbogár-félék (Omalisidae) (Lacordaire, 1857)
- Omethidae (LeConte, 1861)
- Phengodidae (LeConte, 1861)
- Plastoceridae (Crowson, 1972)
- Rhagophthalmidae (Olivier, 1907)
- Telegeusidae (Leng, 1920)
- Merevbogárfélék (Throscidae) (Laporte, 1840)

## Képek

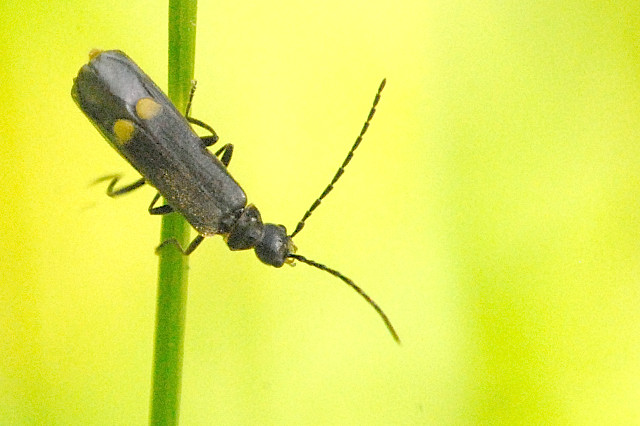
Malthodes marginatus (Lágybogárfélék)
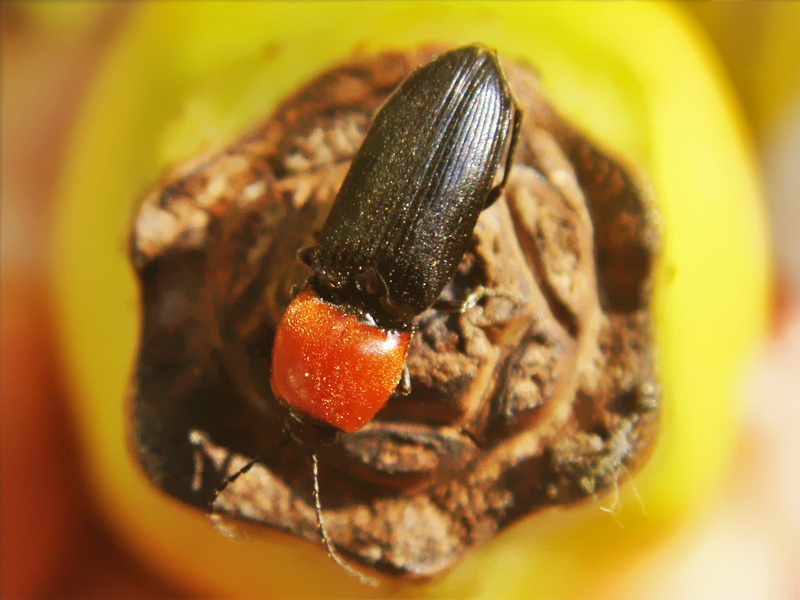
Cardiophorus gramineus (Pattanóbogár-félék)
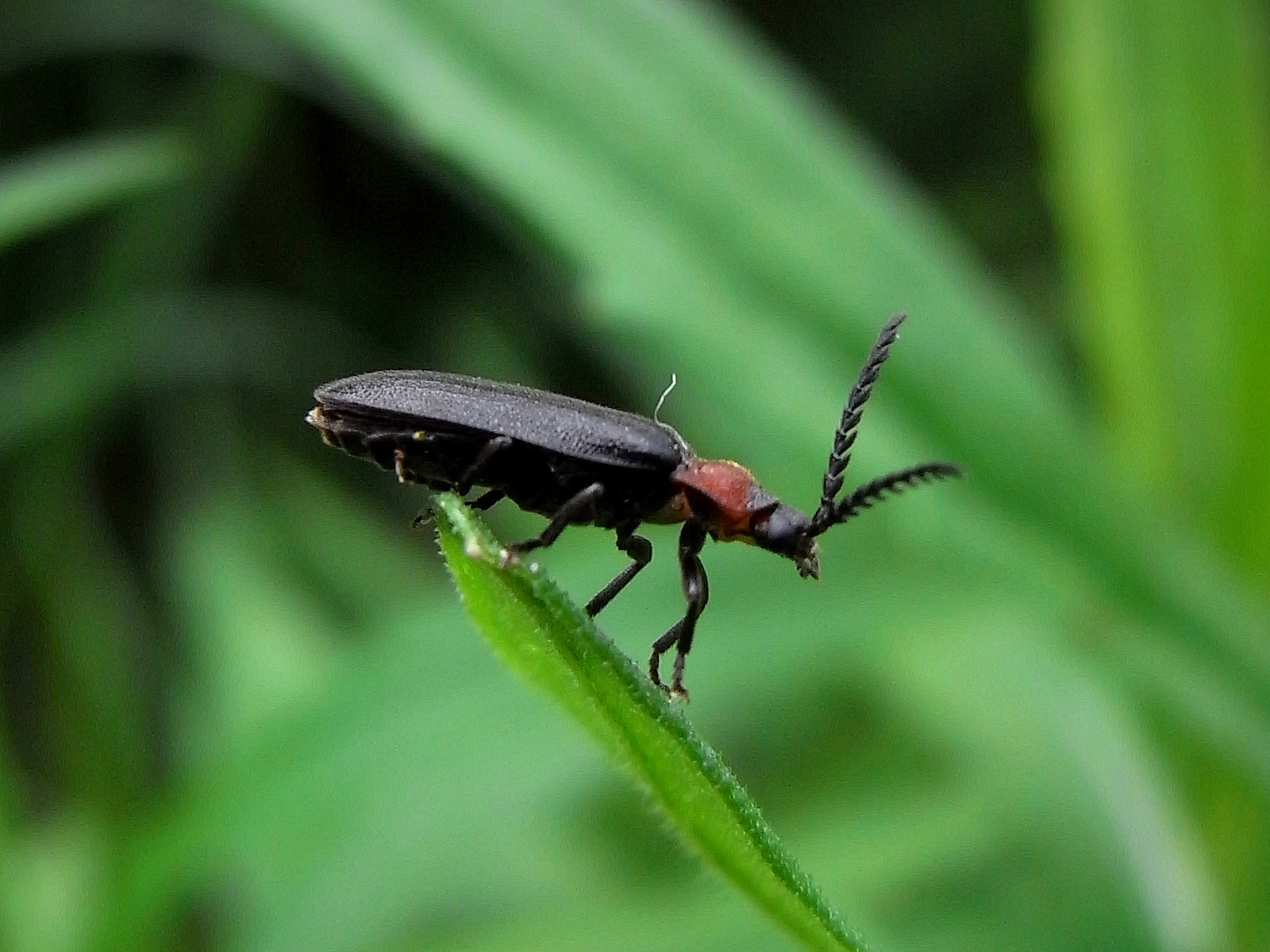
Cyphonocerus ruficollis (Szentjánosbogár-félék)
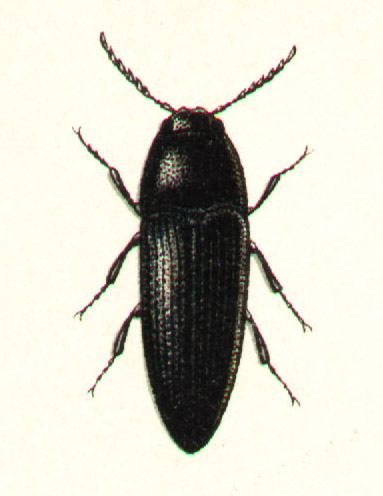
Csuklyás tövisnyakúbogár (Tövisnyakúbogár-félék)
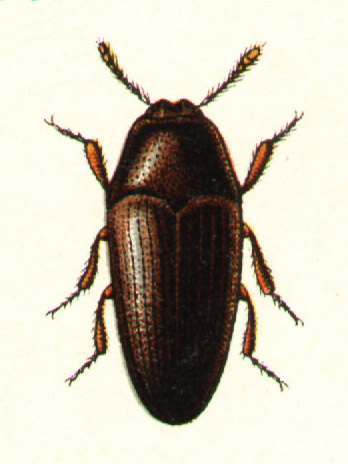
Trixagus dermestoides (Merevbogárfélék)
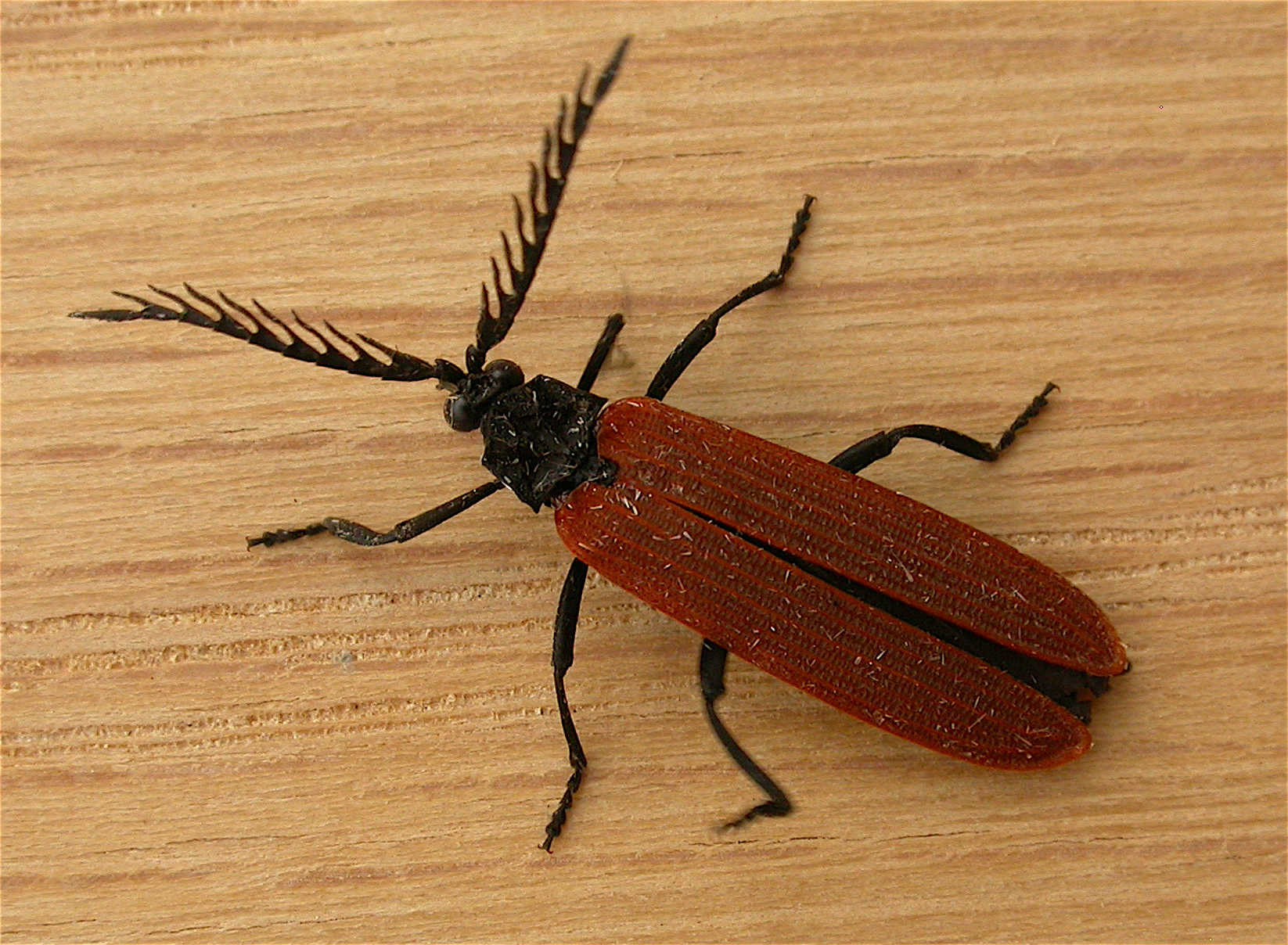
Porrostoma sp. (Hajnalbogárfélék)